# Zographus quadrimaculatus
Zographus quadrimaculatus là một loài bọ cánh cứng trong họ Cerambycidae.